# Martin Andersson (konstnär)
Erik Martin Andersson, född 28 november 1884 i Hallen Jämtlands län, död 23 september 1963 i Brunskog, var en svensk keramiker.
Andersson växte upp på Degernäset vid Racken utanför Arvika. Han började 1901 som lärling hos keramikern Ivar Johansson i Oppstuga där även Åke Svensson Warnstad gick i lära. Några år senare anställdes han som drejare hos Axel Nilsson där han fick Johan Lindström och Einar Lindström som arbetskamrater. När Nilsson sålde sin verkstad 1913 stannade Martin kvar som anställd och drejade blomkrukor. Han kom senare att överta keramikverkstaden och började göra prydnadsföremål, nytto- och hushållsgods samt kaffe- och teserviser. Någon gång i månaden besökte han också Hilma Persson-Hjelm för att hjälpa henne med drejningsarbeten. 1924 börjar sonen Ragnar Andersson hjälpa till i keramikverkstaden först som allt i allo och enklare keramikarbeten. Martin och Ragnar arbetade därefter tillsammans fram till 1939 då Ragnar slutar på grund av att han tycker att arbetet blivit tråkigt. 1945 återkommer Ragnar till keramikverkstaden och de bygger en helt ny verkstad på Ålgården. Verkstaden flyttades 1957 till Edane där Martin är verksam fram till sin död  1963.
Andersson signerade sina föremål "MA" och var medlem i Arvika Konsthantverk.